# جائزة فيتنام الكبرى
سباق جائزة فيتنام الكبرى هو سباق فورمولا 1 كان من المقرر أن يقام لأول مرة في أبريل 2020، لكنه تأجل وتم الغائه لاحقاً بسبب جائحة فيروس كورونا والأن من المقرر أن يقام في 2021.